# Cristian Zaccardo

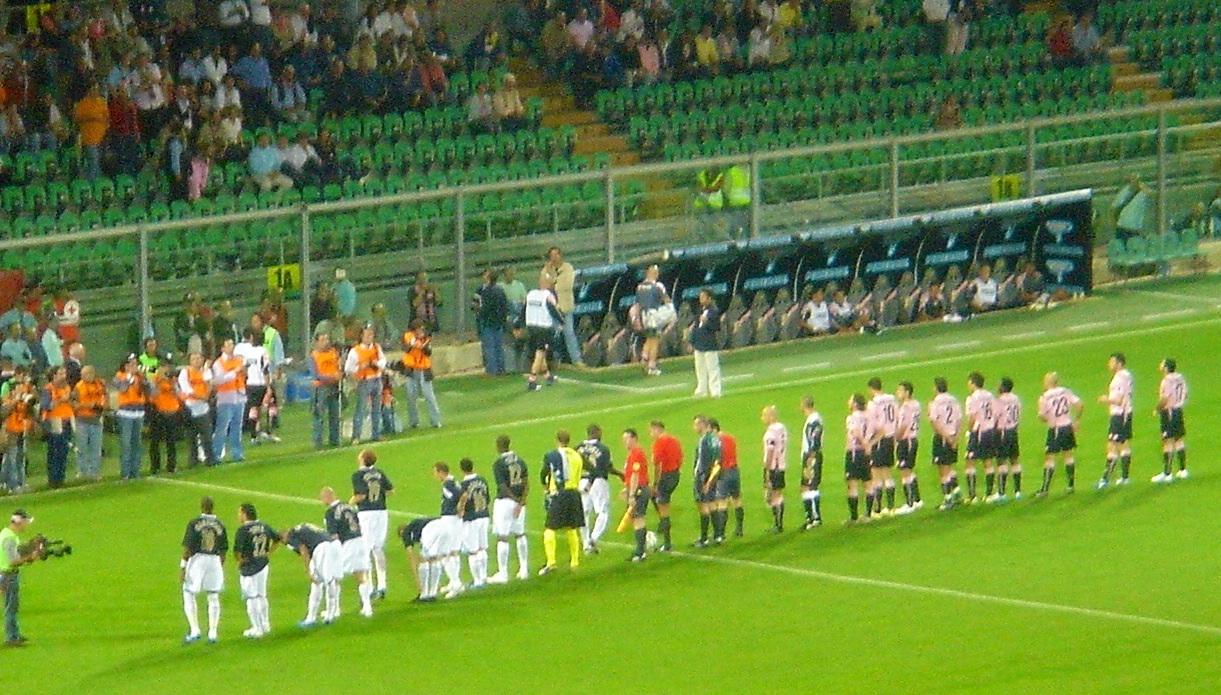
Palermo och Westham united år 2006

Cristian Zaccardo, född 21 december 1981 i Formigine, Modena, italiensk fotbollsspelare som spelar i Carpi. Han har även representerat det italienska fotbollslandslaget.
I en match mot USA i VM i fotboll 2006 gjorde Zaccardo ett självmål, vilket ledde till 1-1. 1-1 blev också slutresultatet i matchen. Han gjorde självmålet i den 27:e minuten.